# The Potteries

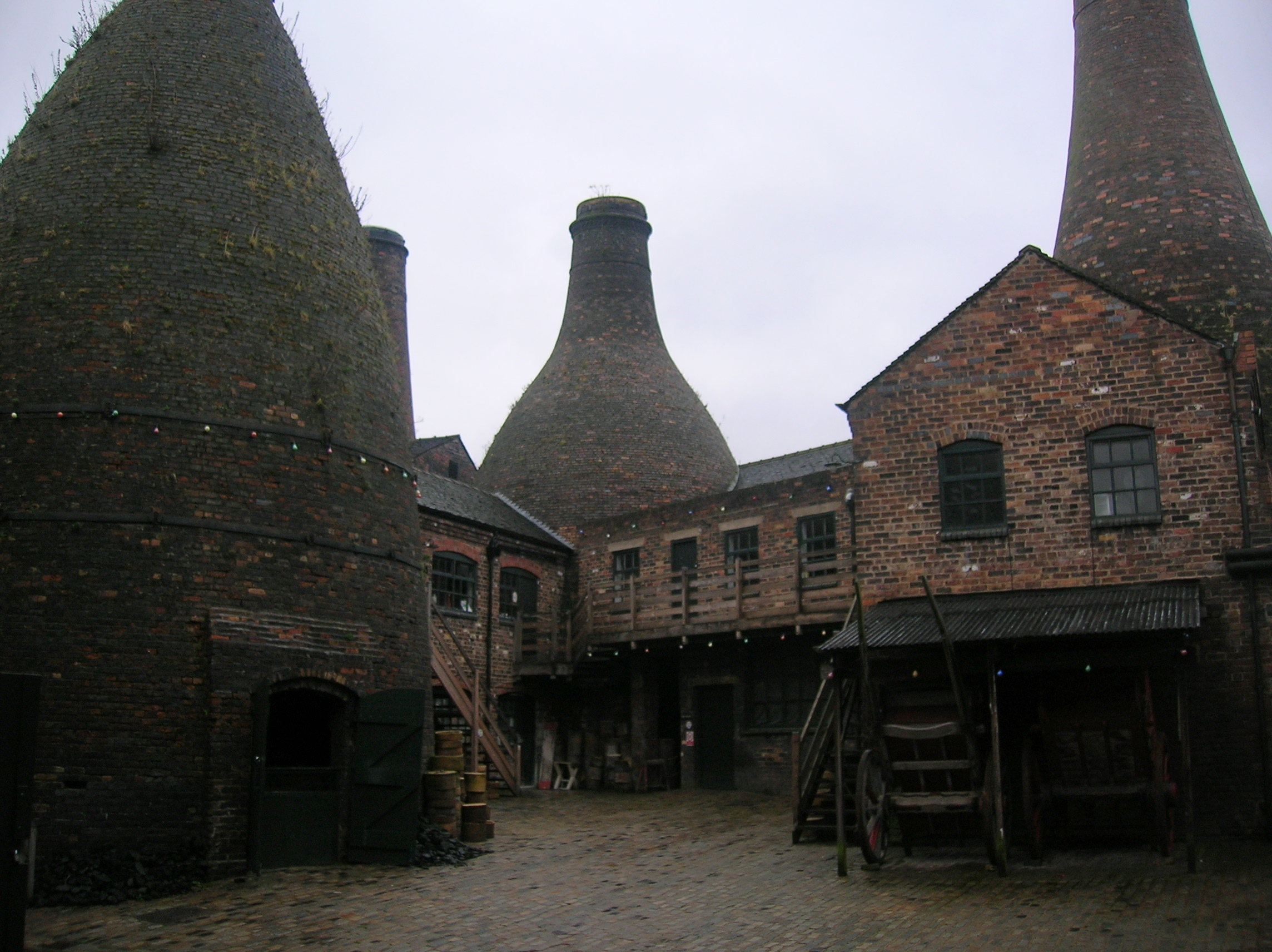
Dawna fabryka ceramiki w Stoke-on-Trent

The Potteries (również Staffordshire Potteries) – kraina geograficzno-historyczna w Anglii, w północnej części hrabstwa Staffordshire, obejmująca miasto Stoke-on-Trent oraz jego najbliższe okolice. Historycznie do krainy należało sześć miast – Burslem, Fenton, Hanley, Longton, Stoke i Tunstall, które w 1910 roku zostały połączone w obecne Stoke-on-Trent. Obszar ten słynie z produkcji ceramiki, skąd wzięła się jego nazwa (ang. pottery – warsztat ceramiczny).
Początki garncarstwa na tym obszarze sięgają co najmniej XIII wieku, a jego gwałtowny rozwój miał miejsce w XVIII wieku, gdy kraina stała się ogólnokrajowym centrum produkcji ceramiki. Powstały wówczas pierwsze fabryki, należące do przedsiębiorstw Wedgwood (zał. Josiah Wedgwood), Spode (zał. Josiah Spode) i Mintons (zał. Thomas Minton).
Od krainy swoją nazwę wzięła aglomeracja miasta Stoke-on-Trent – The Potteries Urban Area, w skład której wchodzą również miasta Newcastle-under-Lyme oraz Kidsgrove.
Kraina opisana została w licznych powieściach Arnolda Bennetta, m.in. Anna z pięciu miast (Anna of the Five Towns), The Old Wives' Tale oraz w trylogii Clayhanger, Hilda Lessways i These Twain.